# Бойченко, Александр Максимович
Алекса́ндр Макси́мович Бо́йченко (укр. Олександр Максимович Бойченко; 22 ноября 1903, Киев — 30 мая 1950, там же) — украинский советский писатель и общественный деятель.

## Биография
Родился 22 ноября 1903 года в Киеве в семье рабочего-железнодорожника. Окончил двухклассное, а затем начальное училище, работал на железной дороге. С 1920 года — член комсомола, с 1923 года — член ВКП(б). Активный деятель комсомола — секретарь райкома, Киевского окружкома.
В 1930—1932 годах — генеральный секретарь ЦК ЛКСМУ. Бойченко избирался членом бюро ЦК ВЛКСМ, членом ЦК и кандидатом в члены Оргбюро ЦК КП(б)У. На XVI съезде ВКП(б) в 1930 году был избран членом Центральной контрольной комиссии ВКП(б). Избирался также членом Всеукраинского ЦИК и членом ЦИК СССР. Входил во Всеукраинскую редакцию «Истории фабрик и заводов».
Последние десять лет жизни был прикован тяжёлой болезнью к постели, работал над повестью «Молодость», которая впоследствии была переведена на многие языки мира. По ней создана пьеса «Кровью сердца».
Умер 30 мая 1950 года в Киеве. Похоронен на Байковом кладбище (надгробный памятник — бронза, гранит, скульптор Г. Н. Кальченко; установлен в 1969 году).

## Награды
- орден Трудового Красного Знамени (26.06.1944)
- орден «Знак Почёта»

## Семья
- Валерий Лобановский — племянник (сын сестры) Александра Бойченко[2][3]

## Память

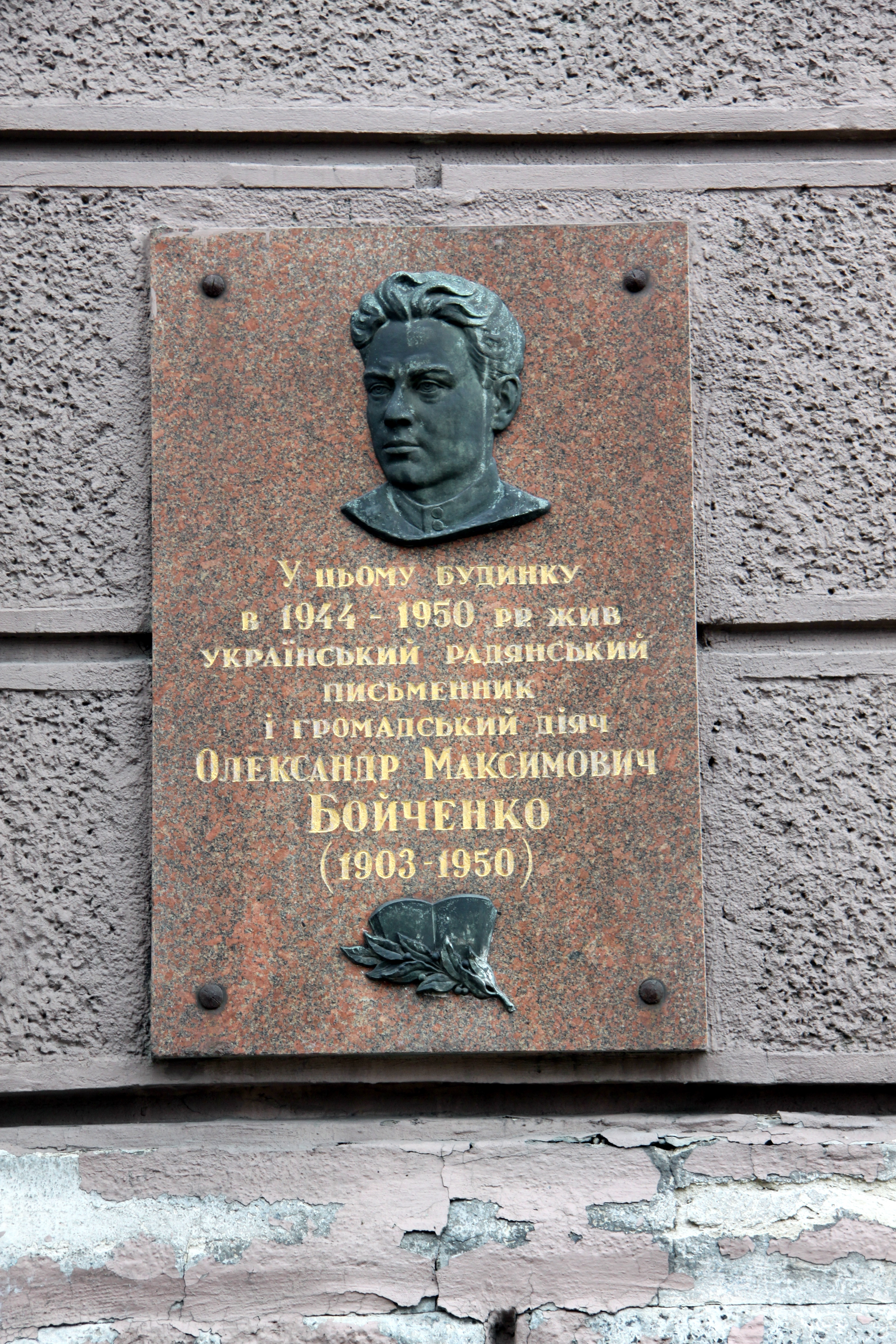
Мемориальная доска в Киеве на ул. Грушевского

На доме в Киеве по ул. Грушевского, 9, где жил Александр Бойченко, в 1959—2020 годах была установлена мемориальная доска.
Именем А. Бойченко в 1964—2020 годах в Киеве называлась улица. В 1973 году установлен памятник на территории гимназии № 59 (Киев) им. А. Бойченко. Мемориальная доска также установлена на центральном здании станции Киев-Демеевский.